# Lágrimas y Gozos
Lágrimas y Gozos — (с исп. — «Радости и слёзы») седьмой студийный альбом испанской ска-панк группы Ska-P, выпущенный в 2008 году, после долгого перерыва (около 4-х лет) и слухов о распаде команды, которые развеялись выходом данного альбома.

## Список композиций
1. «Ni Fu Ni Fa» (Ни то ни сё) — 3:19
2. «El Libertador» (Освободитель) — 4:34
3. «Crimen Sollicitationis» (Преступное влечение) — 4:50
4. «Fuego y Miedo» (Пламя и страх) — 3:42
5. «La Colmena» (Улей) — 4:22
6. «Gasta Claus» (Траченый Клаус) — 3:21
7. «El Imperio Caerá» (Империя падёт) — 3:20
8. «Los Hijos Bastardos De La Globalización» (Бастарды глобализации) — 4:41
9. «Vándalo» (Вандал) — 3:49
10. «El Tercero De La Foto» (Третий на фото) — 3:50
11. «Decadencia» (Декаданс) — 3:39
12. «Qué Puedo Decir» (Что я могу сказать) — 4:06
13. «Wild Spain» (Дикая Испания) — 4:23

видеоклип — бонус некоторых изданий:
- «Crimen Sollicitationis»

## Чарты
| Чарт (2008)             | Место |
| ----------------------- | ----- |
| Spain Album Chart       | 6     |
| Switzerland Album Chart | 22    |
| Italy Album Chart       | 30    |
| France Album Chart      | 88    |